# Łutynowo
Łutynowo (niem. Lautens) – wieś w Polsce położona w województwie warmińsko-mazurskim, w powiecie olsztyńskim, w gminie Olsztynek. W latach 1975–1998 miejscowość administracyjnie należała do województwa olsztyńskiego.
Łutynowo leży w odległości 6 km na południowy wschód od Olsztynka. W Łutynowie jest zakład stolarski i naprawy samochodów oraz sklep. We wsi znajduje się jezioro Łutynowo. Wokół miejscowości rozciągają się lasy i obszary bagienne, z których woda spływa do Jeziora Niskiego.

## Historia
Wieś została założona w 1401 roku na prawie pruskim. W czasach krzyżackich wieś pojawia się w dokumentach w roku 1411, podlegała pod komturię w Olsztynku, były to dobra rycerskie o powierzchni 24 włók. W 1861 r. liczyła 175 mieszkańców. Szkoła powstała w 1886 roku. W 1939 r. nauczycielem był Bogumił Bolesta. W 1939 roku w Łutynowie mieszkało 306 osób. 
Po drugiej wojnie światowej we wsi osiedliła się ludność polska, dotychczasowi mieszkańcy (Niemcy i Mazurzy) wyjechali do Niemiec. Mieszkańcy wsi w XX w. utrzymywali się z pracy na roli, część pracowała w Olsztynku. W 1997 r. we wsi było 134 mieszkańców. W 2005 r. mieszkało w Łutynowie 129 osób.

## Zabytki
- cmentarz ewangelicki z końca XIX wieku, położony na północno-wschodnim skraju wsi.